# Eucalyptus vernicosa
Eucalyptus vernicosa là một loài thực vật có hoa trong Họ Đào kim nương. Loài này được Hook.f. mô tả khoa học đầu tiên năm 1847.